# Ludwik Vogt
Ludwik Vogt (ur. 7 września 1950, zm. 25 lutego 2004), żeglarz, działacz sportowy.
Kapitan jachtowy, absolwent Wydziału Nawigacji Wyższej Szkoły Morskiej w Gdyni (1977); były komandor Yacht Klubu Polski Gdynia; w okresie od 23 listopada 1991 do 3 maja 1995 prezes Polskiego Związku Żeglarskiego. Otrzymał m.in. odznakę Zasłużony Działacz Żeglarstwa Polskiego.